# Choi Yong-soo
Choi Yong-soo (en hangul, 최용수; en hanja, 崔 龍洙; nacido el 10 de septiembre de 1973 en Busan) es un exfutbolista y actual entrenador surcoreano. Jugaba de delantero y su último club fue el F.C. Seoul de Corea del Sur. Actualmente dirige a este mismo equipo.
Choi fue internacional absoluto por la Selección de fútbol de Corea del Sur y disputó tanto los Juegos Olímpicos de 1996 como las Copas Mundiales de la FIFA de 1998 y 2002.

## Carrera

### Clubes como futbolista
Choi jugó en la posición de delantero en F.C. Seoul de la K League de Corea del Sur y en varios clubes en la J1 League de Japón. Está considerado como una de las leyendas de F.C. Seoul.

### Selección nacional como futbolista
Choi disputó la Copa Mundial de Fútbol Juvenil de 1993 y los Juegos Olímpicos de 1996, mientras que representó a su país a nivel absoluto en las Copas Mundiales de la FIFA de 1998 y 2002. En Australia y Pakistán, Yong-soo es conocido como “Younis Choi”, debido a sus tiros bajos al arco con efecto, muy similares a la firma de entrega de bolos del jugador de cricket pakistaní Waqar Younis.

### Clubes como entrenador
Fue nombrado entrenador asistente de F.C Seoul en enero de 2006. En abril de 2011, fue promovido como entrenador interino. Después de llevar al club a un quinto lugar, fue designado como entrenador permanente del equipo en diciembre de 2012 y ganó la K-League 2012.
En julio de 2015, Jiangsu Guoxin-Sainty le ofreció a Choi un contrato de dos años y medio, por $5 millones, pero Choi no aceptó debido a su lealtad con F.C. Seoul.
El 22 de junio de 2016 fue su último partido como entrenador de F.C. Seoul.
El 21 de junio de 2016 fue oficialmente presentado como director técnico de Jiangsu Suning.
El 11 de octubre de 2016 fue nuevamente incorporado como entrenador de F.C. Seoul.

## Trayectoria

### Clubes como futbolista
| Club                             | País          | Año         |
| -------------------------------- | ------------- | ----------- |
| LG Cheetahs / Anyang LG Cheetahs | Corea del Sur | 1994 - 2000 |
| Sangmu (servicio militar)        | Corea del Sur | 1997 - 1998 |
| JEF United Ichihara              | Japón         | 2001 - 2004 |
| Kyoto Purple Sanga (préstamo)    | Japón         | 2004        |
| Júbilo Iwata                     | Japón         | 2005        |
| F.C. Seoul                       | Corea del Sur | 2006        |

### Selección nacional como futbolista
| Selección nacional | País          | Año         |
| ------------------ | ------------- | ----------- |
| Sub-20             | Corea del Sur | 1992 - 1993 |
| Sub-23             | Corea del Sur | 1994 - 1996 |
| Absoluta           | Corea del Sur | 1995 - 2003 |

### Clubes como entrenador
| Club                   | País          | Año             |
| ---------------------- | ------------- | --------------- |
| F.C. Seoul (asistente) | Corea del Sur | 2006 - 2011     |
| F.C. Seoul (interino)  | Corea del Sur | 2011            |
| F.C. Seoul             | Corea del Sur | 2012 - 2016     |
| Jiangsu Suning         | China         | 2016 - 2017     |
| F.C. Seoul             | Corea del Sur | 2018 - Presente |

## Estadísticas

### Como futbolista

#### Clubes
| Club                          | Año           | Liga            | Liga  | Liga  | Copa  | Copa  | Copa de la Liga | Copa de la Liga | Continental | Continental | Total | Total |
| Club                          | Año           | División        | Part. | Goles | Part. | Goles | Part.           | Goles           | Part.       | Goles       | Part. | Goles |
| ----------------------------- | ------------- | --------------- | ----- | ----- | ----- | ----- | --------------- | --------------- | ----------- | ----------- | ----- | ----- |
| Anyang LG Cheetahs            | 1994          | K League        | 29    | 9     | —     | —     | 6               | 1               | —           | —           | 35    | 10    |
| Anyang LG Cheetahs            | 1995          | K League        | 21    | 9     | —     | —     | 7               | 2               | —           | —           | 28    | 11    |
| Anyang LG Cheetahs            | 1996          | K League        | 16    | 4     | 1     | 0     | 6               | 1               | —           | —           | 23    | 5     |
| Anyang LG Cheetahs            | 1999          | K League        | 20    | 12    | 3     | 5     | 7               | 2               | —           | —           | 30    | 19    |
| Anyang LG Cheetahs            | 2000          | K League        | 25    | 10    |       |       | 9               | 4               | 2           | 1           | 36    | 15    |
| Anyang LG Cheetahs            | Total         | Total           | 111   | 44    | 4     | 5     | 35              | 10              | 2           | 1           | 152   | 60    |
| Sangmu FC (servicio militar)  | 1997          | Semi-pro League |       |       |       |       | —               | —               | —           | —           |       |       |
| Sangmu FC (servicio militar)  | 1998          | Semi-pro League |       |       |       |       | —               | —               | —           | —           |       |       |
| Sangmu FC (servicio militar)  | Total         | Total           |       |       |       |       | —               | —               | —           | —           |       |       |
| JEF United Ichihara           | 2001          | J1 League       | 26    | 21    | 3     | 4     | 5               | 2               | —           | —           | 34    | 27    |
| JEF United Ichihara           | 2002          | J1 League       | 23    | 16    | 4     | 3     | 1               | 0               | —           | —           | 28    | 19    |
| JEF United Ichihara           | 2003          | J1 League       | 24    | 17    | 0     | 0     | 2               | 0               | —           | —           | 26    | 17    |
| JEF United Ichihara           | Total         | Total           | 73    | 54    | 7     | 7     | 8               | 2               | —           | —           | 88    | 63    |
| Kyoto Purple Sanga (préstamo) | 2004          | J2 League       | 33    | 20    | 1     | 0     | —               | —               | —           | —           | 34    | 20    |
| Júbilo Iwata                  | 2005          | J1 League       | 15    | 1     | 0     | 0     | 1               | 0               | 4           | 2           | 20    | 3     |
| FC Seoul                      | 2006          | K League        | 2     | 0     | 0     | 0     | 0               | 0               | —           | —           | 2     | 0     |
| Total carrera                 | Total carrera | Total carrera   | 234   | 119   | 12    | 12    | 44              | 12              | 6           | 3           | 296   | 146   |

#### Selección nacional
Fuente:
| Selección de Corea del Sur | Selección de Corea del Sur | Selección de Corea del Sur |
| Año                        | Part.                      | Goles                      |
| -------------------------- | -------------------------- | -------------------------- |
| 1995                       | 5                          | 1                          |
| 1996                       | 0                          | 0                          |
| 1997                       | 15                         | 11                         |
| 1998                       | 24                         | 13                         |
| 1999                       | 0                          | 0                          |
| 2000                       | 5                          | 0                          |
| 2001                       | 6                          | 2                          |
| 2002                       | 8                          | 0                          |
| 2003                       | 6                          | 0                          |
| Total                      | 69                         | 27                         |

##### Goles internacionales
| No  | Fecha                    | Sede                    | Oponente            | Gol     | Resultado   | Competición                                          |
| --- | ------------------------ | ----------------------- | ------------------- | ------- | ----------- | ---------------------------------------------------- |
| 1.  | 31 de enero de 1995      | Hong Kong               | Colombia            | 1 gol   | 1-0         | Carlsberg Cup 1995                                   |
| 2.  | 28 de mayo de 1997       | Daejeon, Corea del Sur  | Hong Kong           | 2 goles | 4-0         | Eliminatorias para la Copa Mundial de Fútbol de 1998 |
| 3.  | 28 de mayo de 1997       | Daejeon, Corea del Sur  | Hong Kong           | 2 goles | 4-0         | Eliminatorias para la Copa Mundial de Fútbol de 1998 |
| 4.  | 14 de junio de 1997      | Suwon, Corea del Sur    | Ghana               | 1 gol   | 3-0         | Korea Cup 1997                                       |
| 5.  | 24 de agosto de 1997     | Daegu, Corea del Sur    | Tayikistán          | 1 gol   | 4-1         | Partido amistoso                                     |
| 6.  | 6 de septiembre de 1997  | Seúl, Corea del Sur     | Kazajistán          | 3 goles | 3-0         | Eliminatorias para la Copa Mundial de Fútbol de 1998 |
| 7.  | 6 de septiembre de 1997  | Seúl, Corea del Sur     | Kazajistán          | 3 goles | 3-0         | Eliminatorias para la Copa Mundial de Fútbol de 1998 |
| 8.  | 6 de septiembre de 1997  | Seúl, Corea del Sur     | Kazajistán          | 3 goles | 3-0         | Eliminatorias para la Copa Mundial de Fútbol de 1998 |
| 9.  | 12 de septiembre de 1997 | Seúl, Corea del Sur     | Uzbekistán          | 1 gol   | 2-1         | Eliminatorias para la Copa Mundial de Fútbol de 1998 |
| 10. | 11 de octubre de 1997    | Almatý, Kazajistán      | Kazajistán          | 1 gol   | 1-1         | Eliminatorias para la Copa Mundial de Fútbol de 1998 |
| 11. | 18 de octubre de 1997    | Taskent, Uzbekistán     | Uzbekistán          | 2 goles | 5-1         | Eliminatorias para la Copa Mundial de Fútbol de 1998 |
| 12. | 18 de octubre de 1997    | Taskent, Uzbekistán     | Uzbekistán          | 2 goles | 5-1         | Eliminatorias para la Copa Mundial de Fútbol de 1998 |
| 13. | 27 de enero de 1998      | Bangkok, Tailandia      | Egipto              | 1 gol   | 2-0         | King's Cup 1998                                      |
| 14. | 29 de enero de 1998      | Bangkok, Tailandia      | Tailandia           | 1 gol   | 2-0         | King's Cup 1998                                      |
| 15. | 31 de enero de 1998      | Bangkok, Tailandia      | Egipto              | 1 gol   | 1-1 (5-4 P) | King's Cup 1998                                      |
| 16. | 7 de febrero de 1998     | Auckland, Nueva Zelanda | Nueva Zelanda       | 1 gol   | 1-0         | Partido amistoso                                     |
| 17. | 18 de abril de 1998      | Skopie, Macedonia       | Macedonia del Norte | 1 gol   | 2-2         | Partido amistoso                                     |
| 18. | 27 de mayo de 1998       | Seúl, Corea del Sur     | República Checa     | 1 gol   | 2-2         | Partido amistoso                                     |
| 19. | 2 de diciembre de 1998   | Bangkok, Tailandia      | Turkmenistán        | 2 goles | 2-3         | Juegos Asiáticos de 1998                             |
| 20. | 2 de diciembre de 1998   | Bangkok, Tailandia      | Turkmenistán        | 2 goles | 2-3         | Juegos Asiáticos de 1998                             |
| 21. | 4 de diciembre de 1998   | Bangkok, Tailandia      | Vietnam             | 2 goles | 4-0         | Juegos Asiáticos de 1998                             |
| 22. | 4 de diciembre de 1998   | Bangkok, Tailandia      | Vietnam             | 2 goles | 4-0         | Juegos Asiáticos de 1998                             |
| 23. | 7 de diciembre de 1998   | Bangkok, Tailandia      | Japón               | 2 goles | 2-0         | Juegos Asiáticos de 1998                             |
| 24. | 7 de diciembre de 1998   | Bangkok, Tailandia      | Japón               | 2 goles | 2-0         | Juegos Asiáticos de 1998                             |
| 25. | 11 de diciembre de 1998  | Bangkok, Tailandia      | Kuwait              | 1 gol   | 1-0         | Juegos Asiáticos de 1998                             |
| 26. | 13 de septiembre de 2001 | Daejeon, Corea del Sur  | Nigeria             | 1 gol   | 2-2         | Partido amistoso                                     |
| 27. | 13 de noviembre de 2001  | Gwangju, Corea del Sur  | Croacia             | 1 gol   | 1-1         | Partido amistoso                                     |

##### Participaciones en fases finales
| Torneo                                | Sede                  | Resultado        | Partidos | Goles |
| ------------------------------------- | --------------------- | ---------------- | -------- | ----- |
| Copa Mundial de Fútbol Sub-20 de 1993 | Australia             | Primera fase     | 3        | 0     |
| Juegos Olímpicos de 1996              | Atlanta               | Primera fase     | 3        | 0     |
| Copa Mundial de Fútbol de 1998        | Francia               | Primera fase     | 2        | 0     |
| Juegos Asiáticos de 1998              | Bangkok               | Cuartos de final | —        | —     |
| Copa de Oro de la Concacaf 2000       | Estados Unidos        | Primera fase     | 0        | 0     |
| Copa Confederaciones 2001             | Corea del Sur / Japón | Primera fase     | 1        | 0     |
| Copa de Oro de la Concacaf 2002       | Estados Unidos        | Cuarto puesto    | 2        | 0     |
| Copa Mundial de Fútbol de 2002        | Corea del Sur / Japón | Cuarto puesto    | 1        | 0     |

### Como entrenador

#### Clubes
Actualizado al 22 de junio de 2016
- Incluye K League, Copa de la Liga, KFA Cup, y partidos de la Liga de Campeones de la AFC

| Equipo     | País          | Desde               | Hasta               | Récord | Récord | Récord | Récord | Récord | Récord | Récord | Récord |
| PJ         | PG            | PE                  | PP                  | Vic %  | GF     | GC     | DG     |        |        |        |        |
| ---------- | ------------- | ------------------- | ------------------- | ------ | ------ | ------ | ------ | ------ | ------ | ------ | ------ |
| F.C. Seoul | Corea del Sur | 26 de abril de 2011 | 22 de junio de 2016 | 266    | 138    | 70     | 58     | 51,88  | 434    | 278    | +156   |
| Total      | Total         | Total               | Total               | 266    | 138    | 70     | 58     | 51,88  | 434    | 278    | +156   |

## Palmarés

### Como futbolista

#### Títulos nacionales
| Título          | Club               | País          | Año  |
| --------------- | ------------------ | ------------- | ---- |
| K League 1      | Anyang LG Cheetahs | Corea del Sur | 2000 |
| Copa de la Liga | F.C. Seoul         | Corea del Sur | 2006 |

#### Títulos internacionales
| Título                                | Club (*)                   | Sede     | Año  |
| ------------------------------------- | -------------------------- | -------- | ---- |
| Campeonato de Fútbol del Este de Asia | Selección de Corea del Sur | Yokohama | 2003 |

(*) Incluyendo la selección

#### Distinciones individuales
| Distinción                          | Año  |
| ----------------------------------- | ---- |
| Novato del Año de la K League       | 1994 |
| Máximo goleador de la Korean FA Cup | 1999 |
| MVP de la K League                  | 2000 |
| K League Best XI                    | 2000 |

### Como entrenador

#### Títulos nacionales
| Título        | Club       | País          | Año  |
| ------------- | ---------- | ------------- | ---- |
| K League 1    | F.C. Seoul | Corea del Sur | 2012 |
| Korean FA Cup | F.C. Seoul | Corea del Sur | 2015 |

#### Distinciones individuales
| Distinción                        | Año  |
| --------------------------------- | ---- |
| Entrenador del Año de la K League | 2012 |
| Entrenador Asiático del Año       | 2013 |